# Aldo Querci
Aldo Querci (Pistoia, 6 giugno 1911 – Pistoia, 8 giugno 1995) è stato un allenatore di calcio e calciatore italiano, di ruolo mediano.

## Carriera

### Calciatore
Giocò in Serie A con Fiorentina e Livorno, per complessive 36 presenze nella massima categoria, con all'attivo una rete in occasione del pareggio esterno contro il Liguria del 30 gennaio 1938.
Ha inoltre totalizzato 134 presenze e 8 reti in Serie B con le maglie di Pistoiese, Messina, Macerata e Siena.

### Allenatore
Da allenatore ha condotto, tra le altre, Cirio, Prato ed Ercolanese.

## Palmarès

### Allenatore

#### Competizioni regionali
- Prima Divisione: 1

Nola: 1954-1955